# Anacis flammigera
Anacis flammigera là một loài tò vò trong họ Ichneumonidae.